# حاکمیت بر سایبر
در زمینه حاکمیت بر اینترنت، حاکمیت بر سایبر به تمایل حکومت‌ها بر کنترل اینترنت در درون مرزهای خود کشورها اشاره دارد. این حاکمیت می‌تواند بر کنش‌های سیاسی، اقتصادی، فرهنگی، یا فناوری باشد.
کارشناس امنتی، بروس اشنایر در کتاب جالوت و داده‌ها می‌گوید پس از افشاگری‌های جاسوسی گسترده در سال ۲۰۱۳ جنبش حاکمیت بر سایبر در کشورهای روسیه، چین، فرانسه، و عربستان سعودی قدرت بسیار زیادی گرفتند. این کشورها از ریاکاری ایالات متحده آمریکا به عنوان شاهدی برای توجیه کارهای خود استفاده می‌کنند.